# EDP São Paulo
EDP São Paulo, anteriormente conhecida como EDP Bandeirante ou Bandeirante Energia é uma subsidiária da empresa portuguesa de distribuição de energia elétrica EDP Brasil  que opera nos estados de São Paulo e Espírito Santo.
Foi criada em 1998, a partir da cisão da Eletropaulo com o nome Empresa Bandeirante de Energia, pelo Governo do estado de São Paulo, como parte do Programa Estadual de Desestatização.
Em 1999 foi privatizada e seus novos proprietários, um consórcio liderado pela EDP - Energias de Portugal e pela CPFL Energia, rebatizou a empresa, chamando-a de Bandeirante Energia apenas.
Em 2001, a companhia foi parcialmente cindida, tendo sido constituídas a Bandeirante Energia (ou apenas EDP Bandeirante), controlada pela EDP, e a CPFL Piratininga, sob controle da CPFL.
A EDP São Paulo fornece energia elétrica para habitantes de 28 municípios no Estado de São Paulo, na Região do Alto Tietê (exceto Arujá e Santa Isabel) e na Região Metropolitana do Vale do Paraíba e Litoral Norte.